# 白穗柯
白穗柯（学名：Lithocarpus craibianus）为壳斗科柯属的植物。分布于老挝、泰国以及中国大陆的云南、四川等地，生长于海拔1,500米至2,700米的地区，多生长在山地杂木林中，目前尚未由人工引种栽培。

## 别名
木都（云南贡山）